# Luisella Beghi
Luisella Beghi, née à Parme le 22 novembre 1921 et morte à Rome le 9 septembre 2006, est une actrice italienne.

## Biographie
Luisella Beghi est née à Rome au sein d'une famille modeste.
Elle fréquente des cours commerciaux jusqu'en 1935  quand elle rejoint le Centro sperimentale di cinematografia dirigé par Chiarini qui remarque ses qualités. En 1938, fraîchement diplômée, elle fait ses débuts au cinéma dans un petit rôle, sous la direction de Amleto Palermi dans Le due madri. 
Elle enchaîne d'autres rôles secondaires dans des films de Carmine Gallone, Piero Ballerini. En 1940, sa rencontre avec Mario Camerini constitue le tournant de sa carrière. En effet celui-ci lui confie le second rôle à côté de son épouse Assia Noris dans I grandi magazzini qui est présenté à la Mostra de Venise. 
Ce film scelle sa consécration et lui permet de tourner de nombreux films entre 1940 et 1943 sous la direction entre autres de Carmine Gallone, Guido Brignone et Luigi Chiarini.

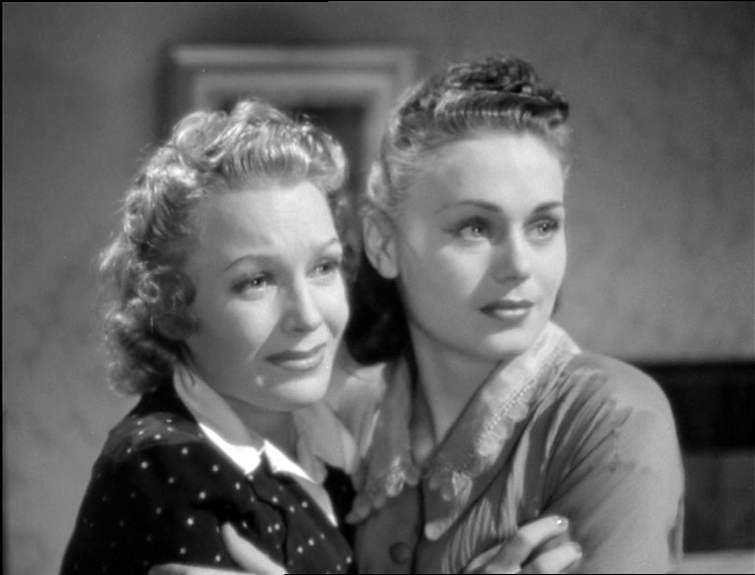
Luisella Beghi et Assia Noris (1939) I grandi magazzini

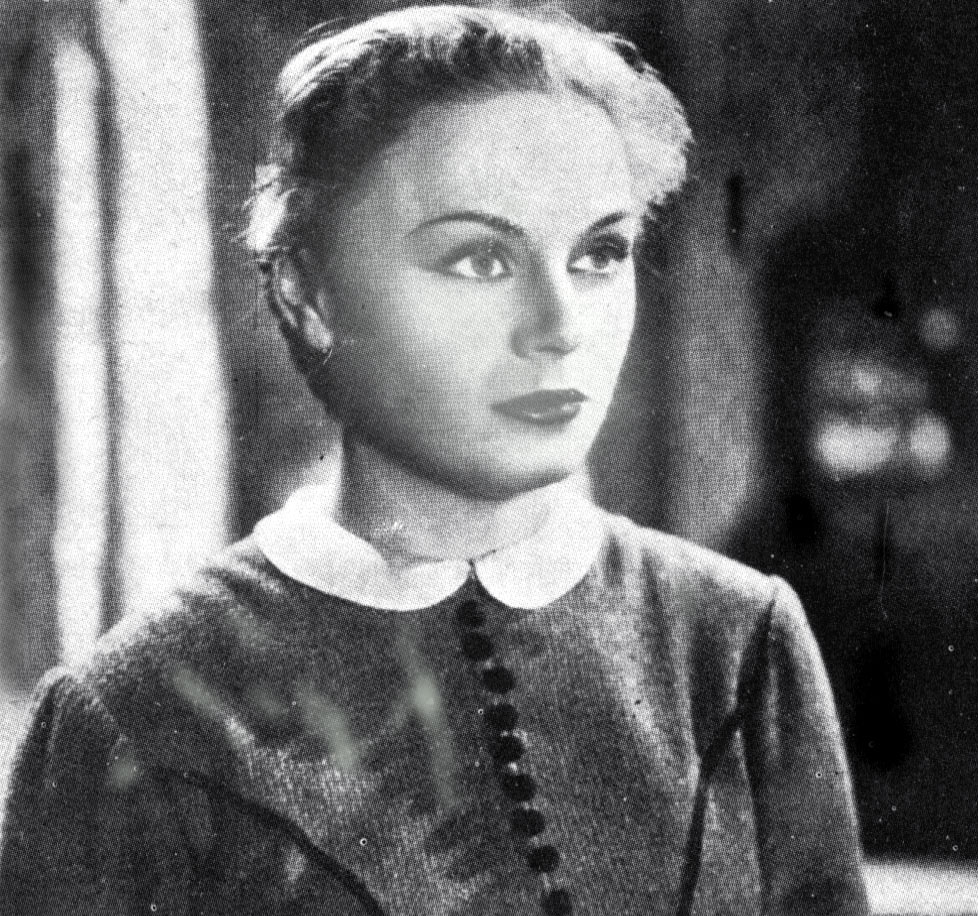
Via delle Cinque Lune (1942)

Les studios de Rome ayant fermé à la suite des bombardements alliés fin 1943, la carrière de Luisella Beghi entre en sommeil. Le cinéma italien de l'après guerre ne fait appel à elle que pour des petits rôles, hormis le principal dans Nennella (1949).
Après une brève apparition dans La Belle de Rome en 1955, Luisella Beghi quitte définitivement la scène.

## Filmographie partielle
- 1938 : Giuseppe Verdi de Carmine Gallone
- 1938 : Voglio vivere con Letizia (non crédité) de Camillo Mastrocinque
- 1939 : Piccolo hotel de Piero Ballerini
- 1939 : Grandi magazzini de Mario Camerini
- 1939 : Battements de cœur de Mario Camerini
- 1940 : Il sogno di tutti de Oreste Biancoli
- 1940 : Melodie eterne de Carmine Gallone
- 1940 : L'arcidiavolo de Toni Frenguelli
- 1940 : La donna perduta de Domenico Gambino
- 1940 : Mare de Mario Baffico
- 1940 : Le due madri de  Amleto Palermi
- 1940 : Rose scarlatte de Giuseppe Amato et Vittorio De Sica
- 1940 : Scandalo per bene de  Esodo Pratelli
- 1941 : La sonnambula de Piero Ballerini
- 1941 : Il chiromante de  Oreste Biancoli
- 1941 :  Orizzonte dipinto de Guido Salvini
- 1942 : Via delle Cinque Lune de Luigi Chiarini
- 1942 : Turbamento de Guido Brignone
- 1943 : La moglie in castigo de Leo Menardi
- 1943 : La danza del fuoco de Giorgio Simonelli
- 1944 :Gran premio de Giuseppe D. Musso
- 1945 : All'ombra della gloria de Pino Mercanti
- 1946 : Inquietudine de  Vittorio Carpignano
- 1946 : Le Dernier Rêve (L'ultimo sogno) de Marcello Albani
- 1947 : L'orfanella delle stelle de Guido Zannini
- 1948 : Nennella de Renato May
- 1950 : Capitan Demonio de Carlo Borghesio
- 1952 : Angelo tra la folla
- 1954 : La Belle de Rome (La bella di Roma) de Luigi Comencini
- 1954 : Il paese dei campanelli de Jean Boyer